# Japan (manga)
Japan (ジャパン?) è un manga autoconclusivo scritto e illustrato dal duo Buronson e Kentarō Miura nel 1992. L'opera è stata edita in Giappone da Hakusensha e in Italia da Panini Comics.

## Trama
Un membro della yakuza è a Barcellona, in Spagna per seguire la reporter giapponese di cui si è innamorato. È l'anno delle Olimpiadi e la giornalista sta conducendo un reportage su quello che gli stranieri pensano dei giapponesi e di come questi sono visti all'interno stesso del Paese. Durante la conversazione lei paragona il Giappone all'antica Cartagine per la mentalità capitalistica finalizzata al guadagno e per come si è risollevato dopo la guerra e il bombardamento americano.
All'improvviso si scatena un terremoto che inghiotte il gruppo (due yakuza, la giornalista e quattro universitari) in una dimensione presidiata dai fantasmi dei Cartaginesi. Un vecchio sciamano comparirà dinanzi a loro e gli svelerà una profezia per cui il Giappone sarà sommerso dopo lo scioglimento dei ghiacciai e per convincerli meglio fa vivere loro in un'epoca successiva al 2031. Lì scoprono che i giapponesi sono diventati un popolo di emigranti e vagabondi. Gli uomini lavorano come schiavi, mentre le donne come prostitute.
In Europa si è invece instaurato un regime dittatoriale e si è fondato un nuovo Paese chiamato Neo-Europa, i cui funzionari sono persone ricchissime e senza scrupoli che sottomettono gli asiatici e che combattono i giapponesi ribelli. Ai due yakuza questo tipo di vita non va proprio giù e dopo essersi alleati con dei predoni del deserto, liberano una città ridotta in schiavitù e si ripromettono di fondare una nuova nazione, chiamata JAPAN.

## Personaggi
Katsuji Yashima (八島勝二?, Yashima Katsuji)
È un membro della yakuza che ha rifiutato l'incarico di capo per seguire la donna di cui si è innamorato. È dotato di grande forza fisica, ma non è molto intelligente.
Yuka Katsuragi (葛城優香?, Katsuragi Yūka)
È una giornalista giapponese, molto conosciuta in patria. Durante le interviste non sopporta essere disturbata da Katsuji, ma alla fine se ne innamora.
Akira Yashima (八島晃?, Yashima Akira)
È il fratello minore di Katsuji. In Giappone era un mototeppista, ma se la cava anche con le armi bianche.
Yoko Takamine (高嶺陽子?, Takamine Yōko)
L'unica ragazza tra i quattro universitari. Si innamora di Akira.
Mitsuo Inokuchi (猪口光男?, Inokuchi Mitsuo), Naoto Maruyama (丸山直人?, Maruyama Naoto) e Hiroshi Ikezawa (池沢宏?, Ikezawa Hiroshi)
Sono gli altri ragazzini. Da piagnucolosi e viziati, diventano anche loro utili per la causa giapponese.
Azuma (あずま?)
Leader di un campo profughi giapponese. Si schiera dalla parte della non-violenza e si sacrifica per proteggere Katsuji.
Goto (後藤?, Gotō)
Capo dei predoni del deserto, gli Yellow. Dopo essere stato sconfitto da Katsuji ne diventa alleato.
Fanko (ファンコ?)
Il capo di un villaggio. È indo-vietnamita, dapprima aiuta Katsuji, poi li tradisce per consegnare Azuma ai Neo-Europei.

## Accoglienza
Oliver Chin di Comics Buyer's Guide ha definito Japan come un manga che mescola i temi e gli stili distintivi dei due autori, affermando "Ken il guerriero incontra Berserk"; i creatori hanno girato un altro manga one-shot in stile "cosa sarebbe successo se", proprio come Il Re Lupo, incanala la spavalderia nazionalistica e il cambio della storia contemporaneamente.
Un recensore di Anime News Network lo ha descritto come un'epopea d'azione distopica di due dei principali creatori di manga, Buronson (Ken il guerriero) e Kentarō Miura (Berserk).